# Trivia solandri
Trivia solandri är en snäckart som först beskrevs av Sowerby 1832.  Trivia solandri ingår i släktet Trivia och familjen Triviidae. Inga underarter finns listade i Catalogue of Life.